# Мандрыка, Георгий Акимович
Гео́ргий Аки́мович Мандры́ка (1869—1937) — русский и украинский военачальник, генерал-лейтенант. Участник похода в Китай 1900—1901 гг., русско-японской и Первой мировой войн, гражданской войны в России.

## Биография
Уроженец Киевской губернии (родился в Киеве), православного вероисповедания. Из потомственных дворян малоросского рода Мандры́к, сын офицера, подполковника Акима Андреевича Мандрыки.
Родные братья — генерал-лейтенант Мандрыка Иван (1858—1934), генерал-майор Мандрыка (Мандрыко) Алексей (1861—1909), капитан Мандрыка (Мандрыко) Владимир.
Общее образование получил во Владимирском Киевском кадетском корпусе (окончил учёбу в 1886 году).
В военную службу вступил 30.08.1886 юнкером военного училища, — окончил в Санкт-Петербурге 2-е военное Константиновское училище (1888; по 1-му разряду). Выпущен подпоручиком (09.08.1888, старшинство в чине — с 07.08.1887) в 4-ю артиллерийскую бригаду. Позже служил в 24-й артиллерийской бригаде (г. Луга). Поручик (07.08.1891).
Окончил Николаевскую академию Генерального штаба (1896; 2 класса по 1-му разряду и дополнительный курс). Штабс-капитан (с 17.05.1896, «…за отличные успехи в науках»). Был причислен к Генеральному штабу, состоял при Варшавском военном округе.
20.12.1897 — переведен в Генеральный штаб с назначением старшим адъютантом штаба 17-й пехотной дивизии (г. Холм). Капитан (05.04.1898). С 08.10.1898 по 01.08.1900 — обер-офицер для особых поручений при штабе 20-го армейского корпуса (г. Рига).
Участник подавления «боксёрского» восстания в Китае в 1900—1901 годах. Помощник старшего адъютанта штаба Приамурского военного округа (01.08.1900—01.01.1901). 01.01.1901 произведен в подполковники (старшинство в чине — с 06.12.1900), с назначением старшим адъютантом штаба Приамурского ВО. Штаб-офицер для поручений при штабе Приамурского ВО (05.07.1901—20.11.1902). В прикомандировании к 24-му Восточно-Сибирскому стрелковому полку для отбытия строевого ценза командования ротой, — командир роты (05.10.1901—30.03.1903). Старший адъютант штаба Квантунской области (20.11.1902—19.06.1903). Штаб-офицер при управлении Восточно-Сибирской казачьей бригады (19.06.1903—13.08.1903).
С 13.08.1903 по 04.08.1906 — штаб-офицер при управлении отдельной Забайкальской казачьей бригады генерала Мищенко.
Участник русско-японской войны 1904—1905 гг. С 06.12.1904 — полковник. С  20.01.1905 по 22.02.1906 исполнял обязанности начальника штаба Урало-Забайкальской сводной казачьей дивизии. Участвовал в боях у Ляндунгоу и в сражении под Сандепу, был при взятии сильно укрепленной позиции у Санвайцзы.
Начальник штаба 2-й Восточно-Сибирской стрелковой дивизии (04.08.1906—08.06.1909). С 03.05.1908 по 10.09.1908) — в прикомандировании в 6-м Восточно-Сибирском стрелковом полку для отбытия строевого ценза командования батальоном.
С 08.06.1909 — командир 23-го Сибирского стрелкового полка 6-й Сибирской стрелковой дивизии (г. Хабаровск).
Участник Первой мировой войны. В 1914 году, в ходе Лодзинского сражения, командуя полком, участвовал в крайне неудачных для дивизии боях под Брезинами (05–11.11.1914). 12.11.1914 вывел остатки своего полка (ок. 1000 человек) из окружения у Брезин в полосу действий 2-й армии. Был ранен. С 05.10.1915 — генерал-майор («…за отличия в делах...», старшинство в чине — с 12.11.1914). С 15.12.1915 — начальник штаба 104-й, а затем, с 20.05.1916, — 56-й, пехотных дивизий. С 20.02.1917 — исполняющий должность начальника штаба 16-й пехотной дивизии. С 20.06.1917 — генерал-лейтенант («…за отличия в делах...», старшинство — с 18.06.1917). 23.07.1917 — назначен начальником этой же 16-й пехотной дивизии, с зачислением по Генеральному штабу. В ноябре 1917 года был назначен командиром 2-го Запорожского сечевого корпуса, сформированного из украинизированных частей 6-го армейского корпуса русской армии. С ноября 1917 по февраль 1918 года — командир этого корпуса, включенного в состав вооружённых сил Украинской народной республики.
С 21.04.1918 — в армии Украинской державы; состоял в резерве Генерального штаба.
Участник "белого" движения на Восточном фронте. Летом 1919 года прибыл в Омск и 04.07.1919 зачислен в резерв офицеров Генерального штаба при Управлении 1-го ген-квартирмейстера Ставки Верховного Главнокомандующего. 27.08.1919 на него было возложено объединение разработки плана последовательности «разгрузки» главных управлений военного министерства и Ставки. Участник Сибирского Ледяного похода, где обморозил обе ноги.
Находился на лечении в госпиталях в Красноярске (1920—1921) и Омске (1922—1923), в 1923 году переехал во Владивосток (до 02.09.1930 имел гражданство СССР), занимался преподаванием наук (военной статистики, географии и картографии). 10.12.1924 прибыл к семье в Харбин. С 03.1925 по 01.01.1930 служил в отделе статистики коммерческой службы экономического бюро КВЖД. С 01.01.1930 — безработный. В 1932—1933 годах — член украинской колонии в Харбине.
Скончался 6 мая 1937 года в Харбине и был похоронен на Новом (Успенском) кладбище.

## Награды
чины:
- полковника (ВП 06.12.1904), …за отличие по службе
- генерал-майора (ВП 05.10.1915), …за отличия в делах против неприятеля
- генерал-лейтенанта (ПАФ 20.06.1917), …за отличия в делах против неприятеля

ордена:
- Святого Станислава 3-й степени (ВП 15.05.1899)
- Святой Анны 3-й степени (ВП 07.09.1901)
- Святого Станислава 2-й степени с мечами (1904; утв. ВП 12.08.1904)
- Святой Анны 2-й степени с мечами (1904; утв. ВП 29.10.1904)
- Святого Владимира 4-й степени с мечами и бантом (1905; утв. ВП 08.01.1906)
- Святого Владимира 3-й степени (06.12.1911; ВП 19.02.1912)
- мечи к ордену Святого Владимира 3-й степени (ВП 02.06.1915)
- мечи и бант к ордену Святой Анны 3-й степени (утв. ВП 01.04.1916)
- Святого Станислава 1-й степени с мечами (ВП 11.04.1916)
- Святой Анны 1-й степени с мечами (ВП 07.01.1917)

наградное оружие:
- Золотое оружие с надписью «За храбрость» (1904; утв. ВП 05.06.1905)

медали:
- «В память царствования императора Александра III» (1896)
- «За поход в Китай» (1901)
- «В память русско-японской войны» (1906)
- «В память 100-летия Отечественной войны 1812 года» (1912)
- «В память 300-летия царствования Дома Романовых» (1913)

знаки отличия:
- Знак отличия Военного ордена «За Великий Сибирский поход» 1-й степени (1920)

## Семья
- Жена — Ольга Карловна Лейнерт (1878 — 20.04.1931, Харбин), в браке с 1899 года.
  - Дочь — Елена (род. 12.05.1900)
  - Сын — Андрей (род. 18.05.1901)
  - Сын — Виктор (род. 9 (22) января 1903, Хабаровск)
  - Дочь — Ольга (род. 1904)